# Rodrigo de Castro Pereira

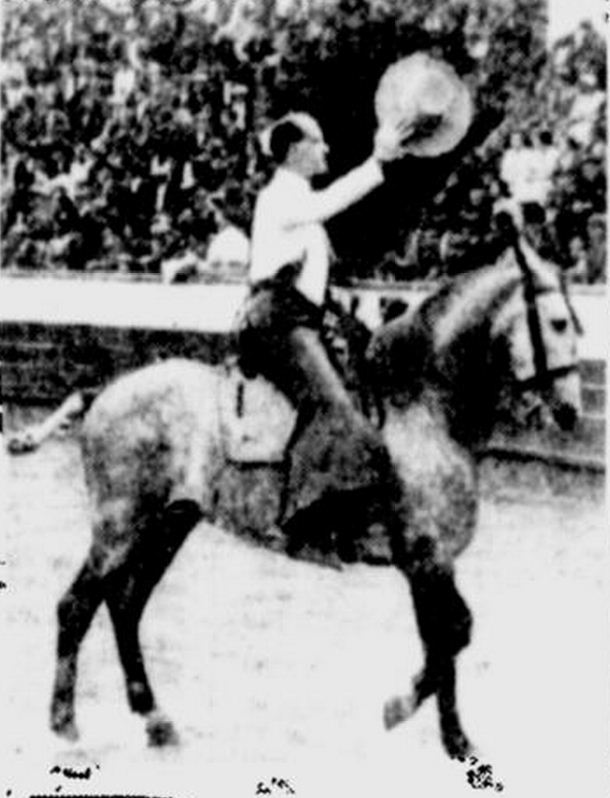
Rodrigo de Castro Pereira, 1936

Rodrigo de Castro Pereira (* 22. Juli 1887; † 1983) war ein portugiesischer Tennisspieler.

## Werdegang
De Castro Pereira gehörte zu den stärksten Spielern in der Anfangszeit des Tennis in Portugal. 1924 nahm er an den Olympischen Sommerspielen in Paris teil, wo er in der ersten Runde dem Argentinier Arturo Hortal unterlag. 1931 wurde er portugiesischer Meister und 1934 Präsident des Tennisverbands Federação Portuguesa de Lawn-Tennis.
Von 1957 bis 1967 war er Präsident des portugiesischen Reitsportverbandes Federação Equestre Portuguesa.